# パラノーマル・アクティビティ/呪いの印
『パラノーマル・アクティビティ/呪いの印』（Paranormal Activity: The Marked Ones）は、2014年公開のアメリカ合衆国のホラー映画である。『パラノーマル・アクティビティ』シリーズの5作目であり、『パラノーマル・アクティビティ』と直接つながりがある。

## ストーリー
米カリフォルニア州オックスフォード。そこに暮らす至って普通の青年ジェシー（アンドリュー・ジェイコブス）は、高校卒業と同時に18歳の誕生日を迎えた。だが、その日に彼は何者に噛（か）みつかれたような歯型の印が左腕にあるのに気付く。やがて、彼の周りで理解不能な現象が頻発し始める。不思議な隣人女性の言動と突然の死。友人の突然の失踪。不思議なパワーを手に入れたジェシーは、友人と共にその映像を記録することに。次第に現象はエスカレートしていき、ついに予想だにしない事態が起きてしまう。

## キャスト
| 役名                 | 俳優                         | 日本語吹替 |
| -------------------- | ---------------------------- | ---------- |
| ジェシー             | アンドリュー・ジェイコブス   | 星野健一   |
| ヘクター             | ジョルジ・ディアス           |            |
| マリソル             | ガブリエル・ウォルシュ       | 志田有彩   |
| ケイティ             | ケイティー・フェザーストン   | 若原美紀   |
| ケイティ（幼少期）   | クロエ・チェンゲリ           |            |
| クリスティ（幼少期） | ジェシカ・タイラー・ブラウン | 楠見藍子   |
| ミカ                 | ミカ・スロート               | 中嶋将平   |